# Luka Koberidze
Luka Koberidze, gruz. ლუკა კობერიძე (ur. 9 września 1994 w Tbilisi, Gruzja) – gruziński piłkarz, grający na pozycji pomocnika.

## Kariera piłkarska

### Kariera klubowa
Wychowanek klubu Baia Zugdidi. W 2012 rozpoczął karierę piłkarską w SK Zugdidi. Latem 2015 przeszedł do Gurii Lanczchuti. W marcu 2016 zasilił skład Desny Czernihów. 11 stycznia 2019 opuścił czernihowki klub. 9 kwietnia 2019 został piłkarzem Metalista 1925 Charków.

## Sukcesy

### Sukcesy klubowe
Desna Czernihów
- wicemistrz Ukraińskiej Pierwszej Ligi: 2016/17